# 土井一海
土井 一海（どい かずみ、1989年1月20日 - ）は、日本の俳優である。兵庫県伊丹市荒牧出身。身長180cm。エナエンターテイメント所属。

## 人物
- 特技は野球、料理、空手。
- 趣味は料理、アニメ観賞。
- 愛称は「かずみん」「どいちゃん」「土井さん」「soy」など。
- 妹がいる。

## 出演

### 舞台
- 少年ハリウッド - 広澤大地 役
  - 少年ハリウッド（2011年4月14日 - 24日、全労済ホール スペース・ゼロ）
  - 少年ハリウッド〜僕らのオレンジにまた逢いたい〜（2012年2月29日 - 3月11日、CBGKシブゲキ!! / 3月17日 - 18日、愛知県芸術劇場小ホール / 3月24日 - 25日、ABCホール）
- HYBRID PROJECT vol.5 「MIDNIGHT DREAM 〜機械城奇譚〜〈SPRING SIDE〉」（2011年11月3日 - 9日、中目黒キンケロシアター） - バイク 役
- 遙かなる時空の中で2 再演（2012年5月30日 - 6月3日、全労済ホール） - 平勝真 役
- 合唱ブラボー!ブラボー大作戦（2013年6月11日、CBGKシブゲキ!!） - 日替わりゲスト出演
- ミュージカル・テニスの王子様2ndシーズン - 比嘉中：木手永四郎 役
  - 青学vs比嘉（2012年12月20日 - 2013年2月17日、日本青年館他）
  - 全国 青学vs氷帝（2013年7月11日 - 9月29日、TOKYO DOME CITY HALL 他）
- 演劇集団イヌッコロ 第7回公演「リバースヒストリカ ver.inuccoro」（2013年10月16日 - 20日、ザ・ポケット） - あゆむ（明智光秀） 役
- 舞台【BASARA 第2章】（2014年1月9日 - 14日、シアター1010） - 聖 役
  - BASARA外伝〜KATANA 虹の話ー銀杏ー（2019年1月25日 - 28日、紀伊國屋ホール）[1] - 玄象 役
- 舞台「ラズベリーボーイ」 - 熊川潤一 役[2]
  - 舞台「ラズベリーボーイ」再演（2014年2月28日 - 3月9日、俳優座劇場）[2]
  - 舞台「ラズベリーボーイ2」（2014年10月8日 - 13日、俳優座劇場）[3]
  - 舞台「ラズベリーボーイ3 THE FINAL」（2016年5月20日 - 29日、俳優座劇場）[4][5]
- 逆転裁判 〜逆転のスポットライト〜 再演（2014年4月9日 - 13日、草月ホール） - 裏野力 役[6]
- 刻め、我ガ肌ニ君ノ息吹ヲ（2014年7月16日 - 21日） - 雉丸 役
- つかこうへい TRIPLE IMPACT いつも心に太陽を（2015年2月24日 - 3月2日、紀伊國屋ホール）[7]
- 孤島の鬼（2015年4月22日 - 5月4日、赤坂RED/THEATER） - 北川刑事 役
- ヒストリーズ・ジャパン（2015年10月22日 - 25日、新宿シアターモリエール） - 山県有朋 役
- DIABOLIK LOVERS（2015年8月26日 - 8月30日、六行会ホール） - 逆巻スバル 役
  - DIABOLIK LOVERS〜re:requiem〜（2016年8月24日 - 8月28日、クラブeX） - 逆巻スバル 役
- 2.5 次元ダンスライブ - 文月海 役[8]
  - 2.5 次元ダンスライブ「ツキウタ。」ステージ（2016年4月23日 - 5月1日、星陵会館）
  - 2.5次元ダンスライブ「ツキウタ。」ステージ 第二幕 『月歌奇譚 夢見草』（2016年10月27日 - 31日、Zeppブルーシアター六本木）
  - 2.5次元ダンスライブ「ツキウタ。」ステージ TRI!『SCHOOL REVOLUTION!』（2017年3月8日 - 12日、Zeppブルーシアター六本木 / 3月17日 - 26日、銀座博品館劇場）
  - 2.5次元ダンスライブ「ツキウタ。」ステージ 第4幕『Lunatic Party』（2017年10月11日 - 15日、Zeppブルーシアター六本木）
  - 2.5次元ダンスライブ「ツキウタ。」ステージ 第5幕『Rabbits Kingdom』（2017年11月30日 - 12月3日、サンケイホールブリーゼ / 12月7日 - 22日、アイアシアタートーキョー）
  - 2.5次元ダンスライブ「ツキウタ。」ステージ 第六幕『紅縁』（2018年10月18日 - 11月4日、ステラボール）
  - 2.5次元ダンスライブ「ツキウタ。」ステージ 第7幕『CYBER-DIVE-CONNECTION』（2018年12月5日 - 12月9日、ヒューリックホール東京 / 12月13日 - 12月16日、メルパルクホール）
  - 2.5次元ダンスライブ「ツキウタ。」ステージ 第8幕『TSUKINO EMPIRE -Unleash your mind.-』（2019年3月27日 - 3月31日、舞浜アンフィシアター）
- K-Lost Small World-（2016年7月22日 - 24日、AiiA 2.5 Theater Tokyo / 京都劇場） - 宗像礼司 役
- 舞台「私のホストちゃん REBORN」（2017年1月11日 - 22日、サンシャイン劇場 / 1月28日 - 29日、森ノ宮ピロティホール / 2月1日 - 2日、東海市芸術劇場大ホール） - 幸之助 役
- ALL OUT!! THE STAGE（2017年5月25日 - 6月4日、Zeppブルーシアター六本木） - 平唯一 役
- 超体感ステージ 『キャプテン翼』（2017年8月18日 - 9月3日、Zeppブルーシアター六本木） - 早田誠 役
- ミュージカル「忍たま乱太郎」 - 土井半助 役
  - ミュージカル「忍たま乱太郎」第9弾 〜忍術学園陥落!夢のまた夢!?〜（2018年1月6日 - 1月21日、東京ドームシティ シアターGロッソ / 2月3日 - 2月4日、春日井市民会館）
  - ミュージカル「忍たま乱太郎」第9弾 〜忍術学園陥落!夢のまた夢!?〜 再演（2018年6月15日 - 7月1日、サンシャイン劇場 / 7月12日 - 7月16日、梅田芸術劇場 シアター・ドラマシティ）
- SOLID STARプロデュースVol.15「明るいお葬式〜るんるんは2度死ぬ〜」（2018年9月12日 - 17日、俳優座劇場）
- ミュージカル「陰陽師」〜大江山編〜（2019年6月 - 12月、中国 / 2020年2月、日本） - 茨木童子 役
- 舞台「大正浪漫探偵譚-万華鏡への招待状-」（2019年9月11日 - 16日、あうるすぽっと）月本藤次 役
- 方南ぐみ企画公演
  - 方南ぐみ企画公演「伊賀の花嫁 その四 シングルベッド編」（2020年1月22日 - 29日、俳優座劇場）
  - 方南ぐみ企画公演2022「伊賀の花嫁 THE FINAL ここにいるぜぇ編 冬の大運動会」（2022年1月29日 - 31日・2月4日 - 6日、俳優座劇場）
- 剣が君 -残桜の舞-（2020年7月8日 - 12日、シアター1010）- 斬鉄 役
- イケメン戦国 THE STAGE〜明智光秀編〜（2020年9月4日 - 9日、EX THEATER ROPPONGI） - 足利義昭 役
- 舞台「サイコーのパス」（2020年12月16日 - 20日、ザ・ポケット）
- This is 大奥（2021年4月22日 - 25日、ヒューリックホール東京） - クジョウ 役
- KingLEAR&MACBETH2021（2021年8月5日 - 14日、ニッショーホール） - 騎士アーロン、アンガス 役
- エヌオーフォー【NO.4】「蜜蜂のクビレ」（2021年11月17日 - 28日、赤坂RED/THEATER）
- Reading Drama『5 years after』ver.9（2022年3月19日 - 21日・25日 - 27日、 赤坂RED/THEATER）
- 舞台「ヲタクに恋は難しい」（2022年5月11日 - 15日、シアターサンモール）二藤宏嵩 役
- わたあめ工場 2023年度本公演 #19「Vamp up」（2023年11月30日 - 12月3日、CBGKシブゲキ!!） - 主演（平松可奈子とW主演）[9]
- NLTプロデュース「真夜中の戦士」（2024年11月23日 - 12月1日、すみだパークシアター倉）[10]

### 映画
- DANCE!DANCEDANCE!!（2014年）[11]

### テレビドラマ
- 元彼の遺言状 第3話・第6話（2022年4月25日・5月16日、フジテレビ）- 織田信長 役

### オリジナルビデオ
- さとるだよ

### イベント・コンサート
- ミュージカル・テニスの王子様2ndシーズン関連
  - テニミュ サポーターズクラブ プレミアム パーティー vol.5（2013年3月21日・22日、日本青年館）
  - Dream Live 2013（2013年4月27日 - 29日、横浜アリーナ / 5月3日 - 5日、神戸ワールド記念ホール）
  - 『WE ARE ALWAYS TOGETHER』CD発売記念イベント（2013年4月30日、横浜 / 2013年5月6日、神戸）
  - 「青学vs比嘉」DVD発売記念ハイタッチ会（2013年5月25日、アニメイト渋谷店）
  - 春の大運動会2014（2014年4月26日、横浜アリーナ）紅組
  - TEAM COLLECTION比嘉DVD&TEAM COLLECTIONシリーズDVD連動イベント　トーク&ハイタッチ会（2014年5月24日、東京）
  - Dream Live 2014（2014年11月15日・16日、神戸ワールド記念ホール / 11月22日 - 24日、さいたまスーパーアリーナ）
- 勝手に!ドルフェス2013 - 合唱ブラボー!より出演（2013年10月6日、品川ステラボール）
- SUNBEAM Presents Cooking&Talk LIVE「COOKING BOYS♯14」（2014年5月28日 - 6月1日、ザ・キッチンNAKANO）
- 荒牧慶彦Special Event『夏の終わり秋の始まり〜土井一海を添えて〜』（2014年8月23日、六行会ホール / 8月30日、テイジンホール） - ゲスト出演
- ツキステBlu-ray Disc 発売記念イベント BACK STAGE PARTY（2016年9月19日、銀座ブロッサム中央会館）
- ツキステ。劇中歌CD発売記念イベント（2016年11月27日、TKPガーデンシティ竹橋）
- ツキプロ祭・冬の陣 2.5次元ダンスライブ ツキステ。LUNATIC LIVE（2016年12月4日、パシフィコ横浜 国立大ホール）
- 2.5次元ダンスライブ「ツキステ。」トークショー＆サイン会in台北国際動漫節（2017年2月4日・5日、台北世貿南港展覧館）

### CD
- ミュージカル・テニスの王子様2ndシーズン関連
  - 『WE ARE ALWAYS TOGETHER』 TYPE A/ TYPE B（2013年4月24日）